# 手取城
手取城（てどりじょう）は、紀伊国（和歌山県日高郡日高川町和佐）にあった日本の城（山城）。遺構としては石垣、堀の跡が残されている。
南北朝時代、日高郡東部に鶴ヶ城を築いて大和国から日高川の上流地域にかけてこの地を支配していた玉置大宣が、日高川下流の山崎城主川上則秋を攻め滅ぼしてのち、山崎城の東方の現、城山の山頂に当城を築く。以後、玉置氏の居城となる。
その後は亀山城の湯川氏とともに日高地方を二分する勢力を築いて代々続いた。
天正13年（1585年）、羽柴秀吉の紀州侵攻に対し、亀山城主湯川直春は娘婿である手取城主玉置直和に対して同調して秀吉と対決することを申し入れたが、玉置氏はこれに従わなかった。
玉置勢は秀吉軍に呼応し、湯川氏の所領である小松原（現、御坊市）に放火したのを皮切りに、3月21日には湯川勢8,000人と玉置勢1,600人が坂の瀬において合戦し、玉置勢は83人が討死して手取城に籠城した。三日三夜攻防が続いた所に秀吉軍の仙石秀久・小西行長が数百艘の兵船と大軍を率いて押し寄せたため、湯川直春は急いで二百余名で手取城を攻めて焼き払いにかかり、城は落とされて直和は落ち延びた。
紀州が秀吉に平定されると直和と息子の永直は新たに紀伊の領主となった羽柴秀長に臣従し、所領は減ったとはいえ手取城主に返り咲けた。だが後に慶長5年（1600年）の関ヶ原の戦いで西軍に加担したため、戦後、改易となってしまい、城は廃城された。